# El Valante
El Valante är en ort i Mexiko.   Den ligger i kommunen Ixmiquilpan och delstaten Hidalgo, i den sydöstra delen av landet, 120 km norr om huvudstaden Mexico City. El Valante ligger 1 731 meter över havet och antalet invånare är 383.
Terrängen runt El Valante är kuperad söderut, men norrut är den platt. Runt El Valante är det ganska tätbefolkat, med 96 invånare per kvadratkilometer. Närmaste större samhälle är Ixmiquilpan, 3,3 km väster om El Valante. Trakten runt El Valante består till största delen av jordbruksmark.